# Enosemenski plod
Enosemenski plod je plod, ki vsebuje samo eno seme. Enosemenski plodovi se pojavljajo v različnih oblikah. Enosemenski plod je lahko koščičast plod, rožka ali zrno. Oreški so večinoma enosemenski. Nekatere vrste strokov tudi lahko vsebujejo eno samo seme.

## Galerija
- Hmeljna meteljka (Medicago lupulina); primer enosemenskega stroka (ledvičast, s strani stisnjen)
- Gaber (Carpinus betulus); plod je enosemenski orešek
- Višnja (Prunus cerasus); koščičast plod